# Philip Reeve
Philip Reeve (Brighton, Anglaterra, 16 de febrer del 1966) és un escriptor anglès, autor de la popular trilogia de novel·les fantàstiques Serie máquinas mortales, que va obtenir el 2001, concebut com una de les millors obres del gènere infantil i juvenil.

## Obres seleccionades

### Serie máquinas mortales
- 2001Máquinas mortales; Mortal Engines
- 2003 El oro del depredador; Predator's Gold
- 2005 Inventos infernales; Infernal Devices
- 2006 Una llanura tenebrosa; A Darkling Plain

#### Adjacents a serie máquinas mortales
- 2009 Fever Crumb
- 2010 A Web of Air
- 2011 Scrivener's Moon
- 2011 Traction City
- 2018 Night Flights
- 2018 The Illustrated World of Mortal Engines

### Serie Buster Bayliss
- 2002 Night of the Living Veg
- 2002 The Big Freeze
- 2002 Day of the Hamster
- 2003 Custardfinger!

### Serie Larklight
- 2006 Larklight
- 2007 Starcross
- 2008 Mothstorm

### Serie Goblins
- 2012 Goblins
- 2013 Goblins vs Dwarves
- 2014 Goblin Quest

### Serie Railhead
- 2015 Railhead
- 2016 Black Light Express
- 2018 Station Zero

### Fora de la sèrie
- 2007 Here Lies Arthur
- 2008 There's No Such Thing as Dragons

### Reeve & McIntyre Production Series
- 2013 Oliver and the Seawigs
- 2014 Cakes in Space
- 2015 Pugs of the Frozen North
- 2016 Jinks & O'Hare Funfair Repair
- 2017 Pug-a-Doodle-Do!
- 2018 Roly-Poly Flying Pony: The Legend of Kevin
- 2019 Roly-Poly Flying Pony: The Return of Kevin